# Stefan Kasprzyk
Stefan Kasprzyk ps. "Dzik" (ur. 18 lutego 1920 w Radomsku, zm. 29 lipca 1944 w Białej) − harcerz, żołnierz Szarych Szeregów i Armii Krajowej, zabity w akcji podczas osłony operacji Most III.

## Życiorys
Był jedynym synem Stanisława i Stefanii. Od 1931 roku wraz z całą rodziną (miał jeszcze cztery siostry) zamieszkał w Zbylitowskiej Górze koło Tarnowa. Ukończył III Gimnazjum, od 1932 roku był aktywnym członkiem Związku Harcerstwa Polskiego. Po zdaniu egzaminu dojrzałości w 1938 roku wstąpił do Wołyńskiej Szkoły Podchorążych Rezerwy Artylerii, którą ukończył przed wybuchem II wojny światowej w stopniu podchorążego.
Po rozpoczęciu okupacji hitlerowskiej zaangażował się w działalność ruchu oporu, współpracując z harcmistrzem Wincentym Muchą w organizacji struktur Szarych Szeregów w Mościcach. Był dowódcą Grup Szturmowych, które weszły w skład miejscowej placówki Armii Krajowej "Monika". W 1943 roku uzyskał stopień podharcmistrza. Dowodził między innymi akcją Grup Szturmowych w Grabinach w czerwcu 1944 roku.
W ramach osłony akcji Most III, dowodzony przez Stefana Kasprzyka pluton znalazł się 29 lipca 1944 roku we wsi Biała, u ujścia rzeki Białej do Dunajca. Doszło tam do wymiany ognia z niemieckim oddziałem, podczas której zginęli Stefan Kasprzyk, Mieczysław Tenerowicz ps. "Orzeł" i Władysław Sokół ps. "Partenau". Ich ciała zostały pochowane w bezimiennym grobie na cmentarzu w Klikowej, zaś w listopadzie 1945 roku, dzięki staraniom między innymi księdza Stanisława Indyka, ekshumowane i przeniesione do mogiły w kwaterze żołnierzy AK na cmentarzu komunalnym w Tarnowie-Mościcach. W 1982 roku w Białej odsłonięto pomnik upamiętniający akcję i jej ofiary.
W 1983 roku jedna z ulic we włączonej w obręb granic administracyjnych Tarnowa części Zbylitowskiej Góry otrzymała nazwę Kasprzyków, dla uczczenia Stefani i Stanisława oraz ich syna Stefana.